# Cuando la tierra toca el cielo
Cuando la tierra toca el cielo es un EP del grupo español de heavy metal Tierra Santa. Está compuesto de 2 canciones «Pegaso» y «El laberinto del minotauro» (que más tarde fueron incluidas en el disco Sangre de reyes), videoclips, imágenes de estudio y entrevistas. Salió a la venta en 2001.

## Lista de canciones
1. «Pegaso» — 4:05
2. «El laberinto del Minotauro» — 5:07

## Formación
- Ángel San Juan — voz y guitarra
- Arturo Morras — guitarra
- Roberto Gonzalo — bajo
- Iñaki Fernández — batería
- Paco — teclado
- Alicia Arguiñano — coros
- Mariví Echaniz — coros